# Roman noir
Pour les articles homonymes, voir Roman noir (homonymie).

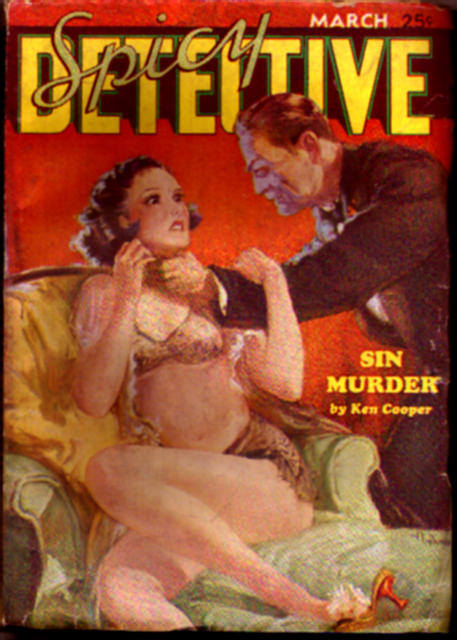
Couverture de Spicy Detective Stories (1935).

Le roman noir peut être considéré comme un sous-genre ou une sous-catégorie appartenant au roman policier qui regrouperait le roman à énigme et le roman à suspense, mais aussi comme un genre à part entière possédant ses propres critères génériques. Les racines du roman noir sont donc parfois liées à celles du roman policier qui débuteraient au XIXe siècle. On peut également considérer qu'il est né au XVIIIe siècle en Angleterre avec le roman gothique. Le genre du roman noir naît cependant véritablement aux États-Unis dans les années 1920, avec pour ambition de rendre compte de la réalité sociétale du pays : crime organisé et terreau mafieux. Mais le roman noir connaît véritablement son essor après la Seconde Guerre mondiale. Dès lors, le roman noir désigne aujourd'hui un roman policier inscrit dans une réalité sociale précise, porteur d'un discours critique, voire contestataire. Selon l'écrivain surréaliste Benjamin Péret : « À l'origine du roman noir, il faut, en effet, placer la révolte contre le monde extérieur produit par l'homme, et la révolte contre la condition humaine elle-même, ce phénix qui renaît de sa propre satisfaction ». Le roman noir, tout en étant un roman détective, se fixe ses propres frontières en s'opposant au roman d'énigme, car le drame se situe dans un univers moins conventionnel, et moins ludique.

## Définition
Le roman noir semble difficile à définir du fait de sa structure instable et ses diverses variations dans le temps. Cependant on peut relever certains éléments récurrents qui le caractérisent : un univers violent, un regard tragique et pessimiste sur la société, un fort ancrage référentiel et un engagement politique ou social. D'autres critères peuvent être ajoutés à cette définition par leur présence répétée dans le roman noir : l'usage de la langue verte ou argot que l'on retrouve dans les œuvres d'Alphonse Boudard ou dans les romans d'Auguste Le Breton  pour être au plus près du milieu social décrit, l'écriture behavioriste ou encore un paysage essentiellement urbain que l'on retrouve dans les films noirs.
Roman policier donnant une vision réaliste des conditions sociales et de la criminalité. Il est en plein essor aux États-Unis dans les années 1950.

## Historique

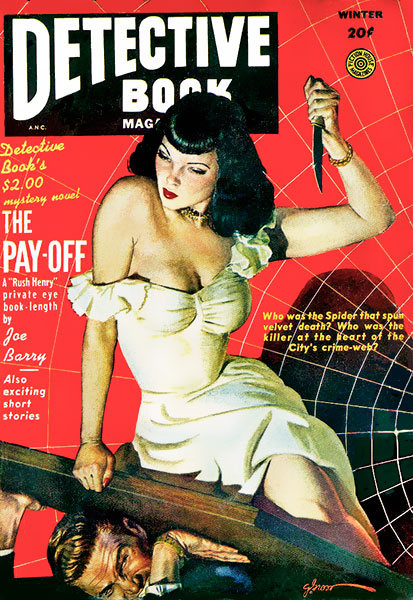
Couverture de Detective Book (1949).

Parmi les précurseurs français du genre, on peut citer Balzac : Une ténébreuse affaire (1843) ou Eugène Sue et ses Mystères de Paris (1842-1843), mais Émile Zola pourrait peut-être s'en réclamer aussi pour L'Assommoir, voire Thérèse Raquin.
Dans les années 1920, une génération d'écrivains américains, notamment Dashiell Hammett, écrit des romans qui ont pour ambition de rendre compte de la réalité sociétale du pays : gangstérisme, corruption politique et policière, toute-puissance de l'argent, utilisation ostensible de la violence… Dashiell Hammett apparaît comme le représentant de cette littérature populaire naissante appelée « hard-boiled », dont il créa l'école avec Carroll John Daly. Ces auteurs publient leurs textes dans des magazines populaires et peu coûteux, surnommés les dime magazines (un dime = dix cents) ou les pulp magazines (du nom de la pulpe de papier de piètre qualité qui sert à l'impression). Plusieurs écrivains se bornent à exploiter les ingrédients bassement commerciaux de cette littérature populaire, mais les meilleurs suivent les traces de Hammett pour détourner les conventions du genre à des fins subversives de dénonciation du capitalisme, de la corruption policière et de la collusion entre le pouvoir politique et la pègre : W. R. Burnett, Jonathan Latimer, Raymond Chandler, Howard Fast, Ross Macdonald, Jim Thompson, Chester Himes, William P. McGivern, Fredric Brown…
En août 1944, quelques jours avant la Libération de Paris, Marcel Duhamel découvre trois livres ; deux sont de Peter Cheyney et le troisième de James Hadley Chase (tous deux auteurs britanniques). Il en confie la traduction à Gallimard, avec l'idée d'une collection et Jacques Prévert en trouve le titre : ce sera la Série noire. La collection débute en 1945 et connaît immédiatement le succès. En important l'œuvre d'auteurs américains tels que Horace McCoy, qui avait écrit On achève bien les chevaux et Adieu la vie adieu l'amour (version française 1949), ou James Cain (Le facteur sonne toujours deux fois), Marcel Duhamel rend le genre populaire en France.

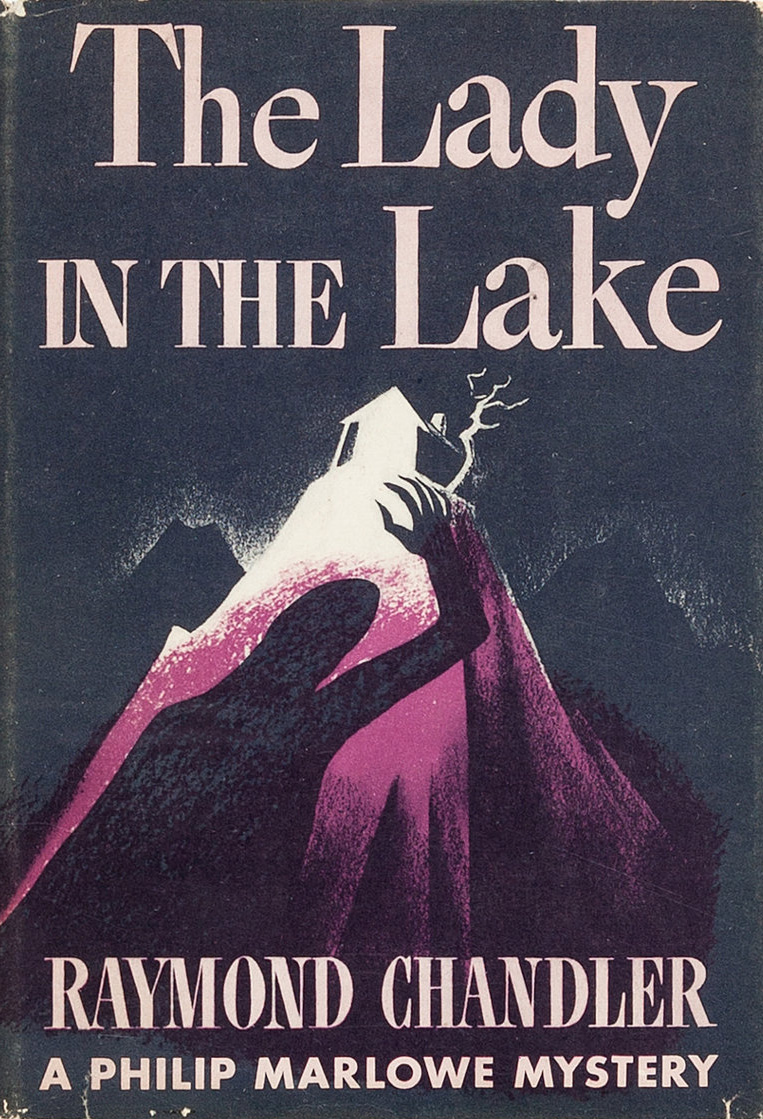
Couverture de la première édition de The Lady in the Lake de Raymond Chandler, 1943.

Côté français, Jean Amila y publie une vingtaine de romans dont Motus !, Sans attendre Godot, La Lune d'Omaha ou encore Noces de soufre. Il est l'un des premiers auteurs français à être publié dans la collection Série noire avec Léo Malet auteur d'une Trilogie noire mais aussi la série Johnny Metal en 1941. Les titres résument assez bien l'essentiel du roman noir : La vie est dégueulasse (1948), Le soleil n'est pas pour nous (1949), Sueur aux tripes (1969). Les romans d'André Héléna sont également à mentionner.
Le commentateur français par excellence restera toutefois Jean-Patrick Manchette. Lui-même auteur de quelques romans Laissez bronzer les cadavres !, La Position du tireur couché, L'Affaire N'Gustro, c'est toutefois son travail d'éclaireur pour le genre en tant que critique dans les pages de Libération qui le signalera comme le véritable exégète du roman noir. Jean-Patrick Manchette est d'ailleurs à l'origine de l'expression néo-polar qui désigne un renouveau du roman noir dans les années 1970. Frédéric H. Fajardie rejoindra le cercle des auteurs de roman noir avec Tueurs de flics, puis sa célèbre Nuit des Chats bottés  qui lui vaudront le titre de « maître du néo-polar ». Il faut préciser que le néo-polar prend ses racines dans une société de l'après mai 68 très marquée par le militantisme d'extrême-gauche : ce genre nouveau prend son sens dans une reconversion de l'engagement militant à l'engagement en littérature. Ainsi Jean-Patrick Manchette, Frédéric Fajardie ou encore Didier Daeninckx sont aussi des figures du monde militant d'extrême-gauche. Dans cet univers politique, A.D.G. se singularise par une sensibilité plutôt de droite, voire d'extrême-droite, mais il acquiert une reconnaissance par-delà les considérations idéologiques dans le milieu du genre, par son style singulier.
Le néo-polar devient alors une source et une référence pour la nouvelle génération d'écrivains des années 1990-2000, qui multiplient les formes du roman noir. On voit apparaître en France des auteurs aux styles différents, choisissant des thèmes variés comme l'histoire, les faits divers, le western, la politique et mélangeant les genres : Jean-Bernard Pouy, Didier Daeninckx, Tonino Benacquista, ou encore Maurice G. Dantec. Le roman noir devient parfois une œuvre hybride, ainsi la question d'une nouvelle forme, celle du roman noir post-moderne, est à étudier.
La littérature de science-fiction s'est souvent inspirée du roman noir, en particulier le mouvement cyberpunk.
Depuis 1998, la ville de Frontignan et l'association Soleil Noir organisent tous les ans le Festival international du roman noir (FIRN) dans le quartier de La Peyrade.

#### Revues et articles
- Jean Pons, « Le Roman noir, littérature réelle », Les Temps Modernes, no 595, juillet-octobre 1997
- Philippe Corcuff et Frank Frommer Mouvements : « Le polar, entre critique sociale et désenchantement », no 15-16, mai-août 2001, Mouvements no 15-16 2001 (16 articles et entretiens sur le roman noir)
- Philippe Corcuff, « Roman noir américain, philosophie et critique sociale : David Goodis, James Crumley, Dennis Lehane », Mediapart, 24 avril 2009, Polar-Corcuff-Mediapart 2009
- « Violence et sociologie : le roman noir », dans Magazine littéraire, no 78, juillet-août 1973 (6 articles sur le roman noir)
- (en) Claire Gorrara, « Narratives of Protest and the Roman Noir in Post-1968 France », dans French Studies, 2000, Vol. LIV : pp. 313 – 325
- 813, Revue française sur le roman noir, publiée par l'association éponyme.